# Ilie Lascu
Ilie Lascu (n. 3 decembrie 1948) este un fost deputat român în legislatura 1992-1996, ales în județul Brăila pe listele PDSR. Ilie Lascu a demisionat pe data de 16 februarie 1993 și a fost înlocuit de deputatul Florin Negoiță.